# بازگشت پرستوها
بازگشت پرستوها نام یک مجموعهٔ تلویزیونی ایرانی به کارگردانی «ابوالقاسم طالبی» است که در سال ۱۳۷۶–۱۳۷۵ تولید و از شبکه ۲ سیمای جمهوری اسلامی ایران پخش گردید.

## خلاصه داستان
این مجموعه تلویزیونی درباره روزهای سخت اسارت رزمندگان در خاک عراق و بازگشت‌شان به میهن است.

## بازیگران و عوامل تولید

### بازیگران
- داوود رشیدی
- عنایت شفیعی
- سیاوش طهمورث
- کتایون ریاحی
- میرصلاح حسینی
- رامین پرچمی
- تانیا جوهری
- روح‌انگیز مهتدی
- گیتی ساعتچی
- رسول توکلی
- ملکه رنجبر
- فرهاد محبت
- بهروز شعیبی[۲]
- امین محمدزاده
- شهرام تیموریان
- رامین نعمتی
- شهرام قائدی
- مهرداد فلاحتگر
- عبدالرضا زهره کرمانی
- شاهین پرویزی
- بهمن راد
- بهزاد جم
- مینا یکتاپور
- علیرضا نائینی
- رضا مولایی
- پدرام کریمی
- بهزاد کریمی
- رمضانعلی کوهساری
- احمد طالبی
- ابوبشرا بغدادی
- احمد گلیمی
- محمدباقر کرمی
- علی اعتماد
- هادی انباردار
- مجید ذوالفقاری
- خانم سجادپور
- رحمت‌الله شکرخنده

### عوامل تولید
- نویسنده و کارگردان: ابوالقاسم طالبی
- مدیر تصویربرداری: فریدون مسروری
- تصویربرداران: رضا جلالی، علیرضا رضی
- تدوین: ایرج گل‌افشان
- موسیقی: ناصر چشم‌آذر
- خواننده: صادق آهنگران
- اشعار: احمد عزیزی، حمید هنرجو
- طراح چهره‌پردازی: مهران روحانی
- جلوه‌های ویژه: عظیم محمدی، عباس شوقی
- صداگذاری و ترکیب صدا: حسین حسینی فشمی
- مونتاژ مغناطیسی: رضا صاحبی
- منشی صحنه: شفیقه بیگی، پوپک مظفری
- دستیار کارگردان و برنامه ریز: محسن چگینی
- مدیر تولید: حسن شکوهی
- تعداد قسمت‌ها: ۲۰ قسمت
- مدت زمان: ۹۰۰ دقیقه
- محصول: گروه فیلم و سریال شبکه ۲ سیمای جمهوری اسلامی ایران
- سال تولید: ۱۳۷۶-۱۳۷۵